# Carl Dittmarsch (Schauspieler)

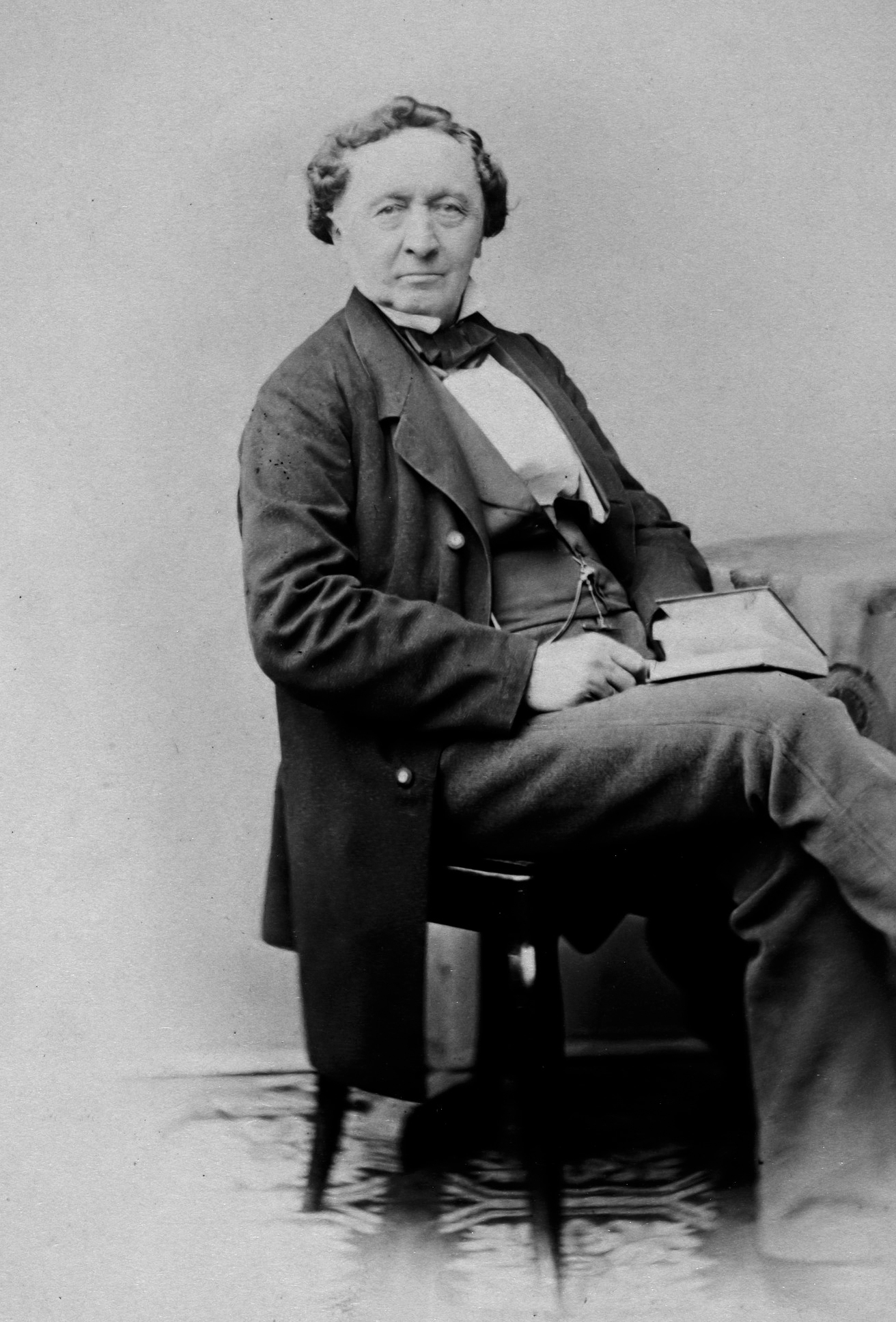
Carl Dittmarsch (um 1860)

Carl Dittmarsch, auch Karl Dittmarsch (* 1790 in Riga; † 8. Dezember 1872 in Dresden) war ein deutscher Theaterschauspieler und -regisseur.

## Leben
Dittmarsch war ein Schauspielerkind und namentlich sein Vater war ein beliebtes Mitglied des Rigaer Stadttheaters. Er betrat schon 1806 am 17. Januar als „Heinrich Seefeld“ zum ersten Mal die Bühne, 1810 nahm er Engagement in Königsberg, kam 1811 nach Stettin, 1812 nach Rostock, wo er bis 1814 blieb und dann nach Dessau, wo er bis 1818 wirkte. Von 1818 bis 1820 finden wir ihn in Stuttgart, 1820 bis 1824 als eines der beliebtesten Mitglieder des Schauspiels und der Oper am Breslauer Stadttheater und 1832 folgte er einem Rufe ans Dresdner Hoftheater, nachdem er früher noch vier Jahre als Oberregisseur am Stadttheater Augsburg tätig gewesen war.
Am Dresdner Hoftheater nahm Dittmarsch eine erste Stellung ein und galt als gewissenhafter, emsig tätiger, und dabei ganz gefügiger Beamter, der keinen Ehrgeiz hatte, als die Befehle und Anordnungen seines Chefs in der pünktlichsten Weise zu vollziehen. Nichtsdestoweniger soll er, wie Karl Gutzkow in seinen „Rückblicken“ berichtet, gewissermaßen das Haupt einer Verschwörung im Schoße des Hoftheaters gewesen sein und bezeichnete ihn als denjenigen, der durch seine Machinationen dem Intendanten die größtmöglichen Verlegenheiten bereitet hat, so dass wegen eingetretener Hindernisse das Königl. Hoftheater gar oft geschlossen werden musste. Robert Prölß, der bekannte Historiograph der Dresdner Bühne, der mit den Verhältnissen derselben bestens vertraut war, wollte diesen Anschuldigungen jedoch keinen rechten Glauben beimessen.
Dittmarsch spielte im Anfang das Fach der Liebhaber und Helden und ging später zu den Väter-, Charakter- und humoristischen Rollen über, welch letzteres Fach er besonders in Dresden innehatte.
Am 17. Januar 1856 feierte er sein 50-jähriges Schauspielerjubiläum, am 1. Januar 1858 dasjenige seiner 25-jährigen Regieführung und 1864 trat er, vorgerückten Alters wegen, in Pension. Er blieb in Dresden, wo er völlig zurückgezogen lebte und am 8. Dezember 1872 starb.